# Осіо (1937)
Осіо (Oshio, яп. 大潮) — ескадрений міноносець Імперського флоту Японії, який брав участь у Другій світовій війні.
Корабель, який став другим серед есмінців типу «Асасіо», спорудили у 1937 році на верфі ВМФ у Майдзуру.
На момент вступу Японії до Другої світової війни Осіо належав до 8-ї дивізії ескадрених міноносців, яка 2 грудня 1941-го прибула з Японії до Мако (важлива база ВМФ на Пескадорських островах у південній частині Тайванської протоки). 4 грудня «Осіо» вийшов з Мако у складі охорони загону великих артилерійських кораблів (2 лінкори та 2 важкі крейсери) адмірала Кондо, що мав забезпечувати загальне прикриття сил вторгнення до Малаї та на Філіппіни. Це завдання есмінець виконував до 24 грудня, причому внаслідок сприятливого розвитку операції загін так і не вступив у бій (після виходу в море британських лінкорів HMS Prince of Wales та HMS Repulse сили Конде почали готуватись до перехоплення, проте для знищення ворога вистачило самої авіації).
31 грудня 1941-го «Осіо» вийшов з Мако для супроводу Третього малайського транспортного конвою з 56 транспортів (всього для його охорони залучили 14 есмінців та легкий крейсер), що прямував до Сінгори (наразі Сонгкхла) в одній з найпівденніших провінцій Сіаму, неподалік від кордону британської Малаї. Втім, есмінець супроводжував транспорти лише на початковому етапі та 5 січня 1942-го прибув до Гонконгу (Третій малайський досягнув пункту призначення 8 січня).
11 січня 1942-го «Осіо» разом з іншими кораблями своєї дивізії вийшов з Гонконгу для супроводу конвою з військами, що рушив до Давао (цей порт на півдні філіппінського острова Мінданао японський десант захопив ще 20 грудня). Надалі 8-му дивізію залучили до наступу з півдня Філіппін на східну частину Нідерландської Ост-Індії.
29 січня 1942-го Осісіо та ще 11 есмінців тієї ж ескадри разом з флагманським кораблем — легким крейсером «Дзінцу» рушили зі стоянки Бангка для прикриття сил висадки на острів Амбон, десантування на який почалось у ніч проти 31 січня. Бої з союзними силами в цьому районі затягнулись на кілька діб і лише 3 лютого острів узяли під повний контроль.
6 лютого 1942-го «Осіо» вийшов із затоки Старінг-Бей на південно-східному півострові острова Целебес із завданням супроводити транспорти з десантом для висадки в Макассарі на південно-західному півострові Целебеса (всього загін охорони включав 11 есмінців та легкий крейсер). Висадка в Макассарі успішно відбулась в ніч проти 9 лютого.
17 лютого 1942-го «Осіо» та три інші есмінці дивізії вийшли з Макассару, забезпечуючи безпосередній супровід двох транспортів, що мали висадити десант на острові Балі. Крім того, легкий крейсер та 3 есмінці становили загін дистанційного прикриття. У ніч проти 19 лютого відбулась вдала висадка на південному сході острова, проте ворожа авіація змогла уразити один з транспортів, який відбув у супроводі двох есмінців. «Осіо» разом з есмінцем «Асасіо» залишились чекати, коли завершить вантажні операції другий транспорт. Близько опівночі їх атакували ворожі кораблі, при цьому в перших фазах бою «Осіо» прямував за «Асасіо», який успішно провів зіткнення з крейсером та низкою есмінців. У третій фазі бою «Осіо» та «Асасіо» безрезультатно випустили торпеди по нідерландському легкому крейсеру Tromp, після чого кілька хвилин вели з ним артилерійську дуель та досягли ряду влучань. Своєю чергою, 180-мм снаряд з Tromp вибухнув у приміщенні підготовки зарядів однієї з гармат головного калібру «Осіо». Хоча при цьому загинуло 7 членів екіпажу, проте, що найважливіше, не сталось детонації боєзапасу. Зворотний відхід залучених до операції кораблів затягнувся, оскільки треба було вести на буксирі есмінець «Мітісіо», який підійшов до місця бою в останній момент, але встиг дістати серйозних пошкоджень. Це дало змогу ворожій авіації здійснити кілька нальотів, під час яких унаслідок близьких вибухів почалось надходження води в корпус «Осіо», а його швидкість впала до 10 вузлів. Втім, «Осіо» в супроводі есмінця «Вакаба» (належав до загону дистанційного прикриття, який після бою приєднався до 8-ї дивізії) вдалось того ж дня дійти до Макассару, де до початку квітня провадили аварійний ремонт.
10—22 квітня 1942-го «Осіо» пройшов до Йокосуки для повноцінного відновлення, яке тривало аж до грудня. На момент завершення ремонту вже кілька місяців йшла важка битва за острів Гуадалканал і 29 грудня «Осіо» пройшов до Океанії, куди раніше вже рушили інші кораблі 8-ї дивізії. Спершу есмінець прибув до Рабаула — головної передової бази в архіпелазі Бісмарка, з якої провадились операції на Соломонових островах та сході Нової Гвінеї, а 9 січня 1943-го вже був на якірній стоянці Шортленд (прикрита групою невеликих островів Шортленд акваторія біля південного завершення острова Бугенвіль, де зазвичай відстоювались легкі бойові кораблі та перевалювались вантажі для подальшої відправки далі на схід). 10 січня він здійснив звідси транспортний рейс до Гуадалканалу (так званий «токійський експрес» — доставка підкріплень та припасів у зону активних бойових дій за допомогою швидкісних військових кораблів).
22 січня 1943-го «Осіо» вийшов з Рабаула із завданням ескортувати транспорт, який віз будівельні матеріали на острів Коломбангара у центральній частині Соломонових островів (унаслідок несприятливого розвитку битви за Гуадалканал японці з листопада облаштовували бази на розташованому далі на захід архіпелазі Нью-Джорджія).
1, 4 та 7 лютого 1943-го «Осіо» у складі великого загону есмінців (всього залучили 20 кораблів цього класу) здійснив рейси з Шортленду для евакуації японських військ з Гуадалканалу, при цьому в останньому випадку він належав до групи прикриття.
13 лютого 1943-го «Осіо» та ще один есмінець вийшли з Рабаула, ескортуючи два транспорти до Веваку (головна японська база на північному узбережжі Нової Гвінеї). 18 лютого есмінці полишили Вевак у північно-східному напрямку, ймовірно, ескортуючи мінний загороджувач «Шіратака». Вночі 20 лютого у районі за півтори сотні кілометрів на північний захід від островів Адміралтейства американський підводний човен «Альбекор» поцілив «Осіо» однією торпедою, від чого останній втратив хід. Після того як есмінець «Арасіо» взяв його на буксир, у «Осіо» переломився кіль і за 33 хвилини після ураження цей есмінець затонув. Загинуло вісім членів екіпажу. Порятунок інших провів «Арасіо», який відбув з місця бою доволі швидко, так що частина моряків «Осіо» могла залишитись у воді.